# (17683) Kanagawa
(17683) Kanagawa (1997 AR16) – planetoida z pasa głównego asteroid okrążająca Słońce w ciągu 5,18 lat w średniej odległości 2,99 j.a. Odkryta 10 stycznia 1997 roku.